# 34148 Marchuo
34148 Marchuo è un asteroide della fascia principale. Scoperto nel 2000, presenta un'orbita caratterizzata da un semiasse maggiore pari a 2,4382342 au e da un'eccentricità di 0,0581126, inclinata di 3,47301° rispetto all'eclittica.